# Cazzano di Tramigna
Cazzano di Tramigna és un comune (municipi) de la província de Verona, a la regió italiana del Vèneto, situat a uns 90 quilòmetres a l'oest de Venècia i a uns 20 quilòmetres al nord-est de Verona.
A 1 de gener de 2020 la seva població era de 1.492 habitants.
Cazzano di Tramigna limita amb els següents municipis: Colognola ai Colli, Illasi, Montecchia di Crosara, San Giovanni Ilarione, Soave i Tregnago.